# مواطني كاليه
مواطني كاليه هو تمثال برونزي للنحات الفرنسي أوغوست رودان.